# Albert Nordin

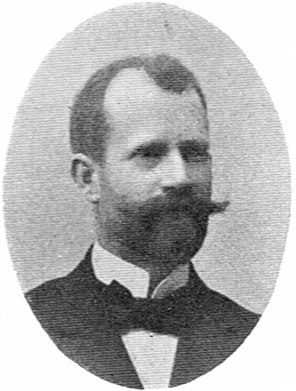
Albert Nordin.

Johan Albert Erhard Nordin, född den 8 januari 1863 i Väskinde församling, Gotlands län, död den 22 juli 1947 i Jönköping, var en svensk jurist. Han var bror till Fredrik Nordin.
Nordin blev student vid Uppsala universitet 1882 och avlade hovrättsexamen där 1886. Han blev vice häradshövding 1889, tillförordnad fiskal i Göta hovrätt 1892, adjungerad ledamot där 1893, fiskal 1895 och assessor 1897. Nordin var hovrättsråd 1906–1932, divisionsordförande 1911–1932 och tillförordnad president under olika perioder. Han var stadsfullmäktig 1900–1926 (ordförande 1911–1926). Nordin blev riddare av Nordstjärneorden 1906, kommendör av andra klassen av samma orden 1920 och kommendör av första klassen 1933. Han vilar på Dunkehalla kyrkogård.